# 1982 en Tunisie
Chronologie de la Tunisie
- 1978
- 1979
- 1980
- 1981
- 1982
- 1983
- 1984
- 1985
- 1986

Cet article présente les faits marquants de l'année 1982 en Tunisie ou relatifs à la Tunisie.

## Événements
- 23-27 février : le dirigeant libyen Mouammar Kadhafi vient à Tunis pour relancer les relations tuniso-libyennes[1].
- 21 août-1er septembre : l’Organisation de libération de la Palestine (OLP) évacue Beyrouth, protégée par une force internationale[2] ; Yasser Arafat est contraint le 30 août de quitter Beyrouth pour Tunis[3].

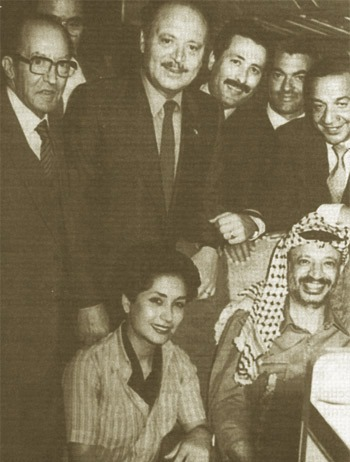
Yasser Arafat et le ministre tunisien Mongi Kooli dans l’avion qui l’a évacué de Beyrouth.

- 28 août : environ 1 100 combattants palestiniens débarquent à Bizerte, en provenance de Beyrouth, après un voyage de six jours à bord du vaisseau chypriote Sol Phryne ; ils reçoivent un accueil enthousiaste de la population locale.
- 15 septembre : Yasser Arafat est reçu par le pape Jean-Paul II alors que l'OLP s'installe à Tunis[4].

## Sports

### Athlétisme
- Championnats de Tunisie d'athlétisme 1982

### Football
- Équipe de Tunisie de football en 1982
- Championnat de Tunisie de football 1981-1982
- Championnat de Tunisie de football 1982-1983
- Coupe de Tunisie de football 1981-1982
- Coupe de Tunisie de football 1982-1983

### Handball
- Championnat de Tunisie masculin de handball 1981-1982
- Championnat de Tunisie masculin de handball 1982-1983

### Volley-ball
- Équipe de Tunisie de volley-ball en 1982
- Championnat de Tunisie masculin de volley-ball 1981-1982
- Championnat de Tunisie masculin de volley-ball 1982-1983

## Culture
- La Ballade de Mamelouk, film d'aventure tchécoslovaco-tunisien d'Abdelhafidh Bouassida sorti en 1982.
- L'Ombre de la terre, film tunisien, réalisé en 1982 par Taïeb Louhichi, film reçoit plusieurs prix dont les prix du meilleur scénario et du meilleur opérateur au Festival panafricain du cinéma et de la télévision de Ouagadougou ; il est également primé à la Semaine de la critique à Cannes.
- Traversées, premier film tunisien de Mahmoud Ben Mahmoud, réalisé en 1982.
- Commando sur Tunis, 68e roman de la série SAS, écrit par Gérard de Villiers et publié en 1982 dans la collection Plon (Presses de la Cité) ; le roman est édité lors de sa publication en France à 100 000 exemplaires.

## Naissances en 1982
- Naissance en Tunisie en 1982

## Décès en 1982
- Décès en Tunisie en 1982